# Лечі Дудаєв
Лечі Бекмурзаєвич Дудаєв (нар. 1961, Грозний, ЧІАРСР, РРФСР, СРСР — пом. 30 січня 2000, Грозненський район, неподалік села Єрмоловка, Чечня) — чеченський військовий і політичний діяч, полковник Збройних сил Ічкерії, командир спецпідрозділу «Дукі», один з мерів Грозного в період існування Чеченської Республіки Ічкерія.

## Життєпис
Народився у 1961 році в Грозному в сім'ї Бекмурзи Дудаєва, рідного брата Джохара Дудаєва. Належав до чеченського тайпу Ялхарой.
У 1982 році закінчив середню школу, після закінчення якої вступив на роботу в інженерний відділ ГрозНДІ нафти і газу. Без відриву від виробництва закінчив технікум у місті Орджонікідзе, працював начальником цеху на підприємствах місцевої промисловості Чечено-Інгушетії. Заочно закінчив механічний факультет Грозненського нафтового інституту за спеціальністю «інженер-механік».
Брав участь в обох російсько-чеченських війнах, зокрема в обороні міста при серпневому і другому новорічному штурмах Грозного.
Після обрання Джохара Дудаєва президентом Чеченської Республіки Ічкерія Лечі Дудаєв був його особистим охоронцем. Після його смерті виконувачем обов'язки президента ЧРІ Зелімханом Яндарбієвим в травні 1996 року призначений мером міста Грозного, перейменованого в тому ж році на Джохар. 
На початку другої російсько-чеченської війни командував спецпідрозділом «Дукі» збройних сил Ічкерії.
Разом з іншими відомими діячами Ічкерії, такими як Хункар-Паша Ісрапілов і Асланбек Ісмаїлов загинув 30 січня 2000 року (зі іншими даними — 1 лютого) під час прориву з оточення Грозного, підірвавшись на російській міні в районі села Єрмоловка (нині частина села Алхан-Кала) Грозненського району неподалік столиці.

## Нагороди
- Орден «Меч Газавату».